# Mount Foraker
Mount Foraker je hora v Aljašském pohoří, v jižní části střední Aljašky, ve Spojených státech amerických. Leží přibližně 25 km jihozápadně od nejvyšší hory Severní Ameriky Denali, na území Národního parku Denali.
S nadmořskou výškou 5 304 m
je Mount Foraker třetí nejvyšší hora Spojených států a šestá nejvyšší v Severní Americe.